# Gordos
Pour plus de détails, voir Fiche technique et Distribution.
Gordos est un film espagnol réalisé par Daniel Sánchez Arévalo, sorti en 2009.

## Synopsis
Un film choral sur plusieurs personnes confrontées à l'obésité.

## Fiche technique
- Titre : Gordos
- Réalisation : Daniel Sánchez Arévalo
- Scénario : Daniel Sánchez Arévalo
- Musique : Pascal Gaigne
- Photographie : Juan Carlos Gómez
- Montage : David Pinillos et Nacho Ruiz Capillas
- Production : Antón Reixa
- Société de production : Canal+ España, Filmanova, Televisión Española et Tesela Producciones Cinematográficas
- Pays de production :  Espagne
- Genre : Comédie dramatique
- Durée : 110 minutes
- Date de sortie : 
  - Espagne : 11 septembre 2009

## Distribution
- Antonio de la Torre : Enrique
- Roberto Enríquez : Abel
- Verónica Sánchez : Paula
- Raúl Arévalo : Álex
- Leticia Herrero : Sofía
- Fernando Albizu : Andrés
- Pilar Castro : Pilar
- María Morales : Leonor
- Adam Jezierski : Luis
- Marta Martín : Nuria
- Teté Delgado : Beatriz
- Roberto Álamo : Párroco
- Seidina Mboup : Cheick
- Miguel Ortiz : Jesús
- José David Pérez : Samuel

## Distinctions
Le film a été nommé pour huit prix Goya et a obtenu le prix Goya du meilleur acteur dans un second rôle pour Raúl Arévalo.